# Municipio de Baker (condado de Crawford)
El municipio de Baker (en inglés: Baker Township) es un municipio ubicado en el condado de Crawford en el estado estadounidense de Kansas. En el año 2010 tenía una población de 3408 habitantes y una densidad poblacional de 23,49 personas por km².

## Geografía
El municipio de Baker se encuentra ubicado en las coordenadas 37°21′48″N 94°44′13″O / 37.36333, -94.73694. Según la Oficina del Censo de los Estados Unidos, el municipio tiene una superficie total de 145.09 km², de la cual 142.62 km² corresponden a tierra firme y (1.7%) 2.46 km² es agua.

## Demografía
Según el censo de 2010, había 3408 personas residiendo en el municipio de Baker. La densidad de población era de 23,49 hab./km². De los 3408 habitantes, el municipio de Baker estaba compuesto por el 95.69% blancos, el 0.7% eran afroamericanos, el 0.7% eran amerindios, el 0.44% eran asiáticos, el 0.03% eran isleños del Pacífico, el 0.97% eran de otras razas y el 1.47% pertenecían a dos o más razas. Del total de la población el 2.67% eran hispanos o latinos de cualquier raza.